# 6e régiment de hussards (France)
Le 6e régiment de hussards (ou 6e RH), est une unité de cavalerie de l'armée française, créée sous la Révolution à partir des hussards défenseurs de la Liberté et de l'Égalité, et également connu sous l'appellation de troupes légères à cheval, troupes légères de Boyer ou légion Boyer du nom de son colonel Étienne Gabriel Boyer.

## Création et différentes dénominations
- Si vous ne connaissez pas le sujet, laissez ce bandeau (vous pouvez alors contacter les auteurs).
- Si vous supprimez le contenu mis en cause (vous pouvez préalablement contacter les auteurs),

argumentez précisément cette suppression dans la page de discussion
(un manque de référence n'est pas un argument ; une recherche réelle de référence doit avoir été effectuée, être formellement documentée).
Ce régiment se réclame de la filiation historique des régiments qui ont porté le numéro 6 dans l'arme des hussards, c’est-à-dire du régiment des hussards de Lauzun (1791-1793), devenu 5e régiment de hussards par la suite. Le régiment des hussards de Lauzun est officiellement créé le 14 septembre 1783 à Hennebont (Morbihan), au retour de la Légion de Lauzun des États-Unis.
Après la trahison du 4e régiment de hussards le 4 juin 1793, le 6e régiment de hussards devient 5e régiment de hussards qui garde l'uniforme, les traditions et l'ensemble du personnel du 6e hussards. C’est donc bien le 5e régiment de hussards qui est héritier des hussards de Lauzun.
Cette renumérotation de l’arme des hussards donne le numéro 6 de l'arme à la Légion Boyer créée en 1792, sous le nom de hussards de la Liberté, ex-7e hussards.
- 2 septembre 1792 : création d’un corps franc de hussard, dit Hussards défenseurs de la Liberté et de l'Égalité, constitué d’un escadron de 200 hommes, par le citoyen Boyer
- 23 novembre 1792 : rattachement des hussards défenseurs de la Liberté et de l'Égalité (ou Légion de Boyer) au 7e régiment de hussards,
- 4 juin 1793[1].
- 1814 : prend le nom de régiment des hussards du Berry
- avril 1815 : reprend le nom de 6e régiment de hussards (pendant les Cent-Jours)
- Juillet 1815 : dissolution après les Cent Jours
- Août 1815 : création des hussards du Haut-Rhin (no 6)
- 1825 : reprend la dénomination de 6e régiment de hussards
- 1926 : dissolution
- 1957 : recréation du 6e régiment de hussards pendant la guerre d'Algérie
- 1962 : dissolution

## Chefs de corps
- 1792 : colonel Antoine Marie Paris d'Illins (*)
- 1792 : colonel Étienne Gabriel Boyer
- 1794 : chef de brigade Jean-Baptiste de La Roche
- 1799 : chef de brigade Pierre Claude Pajol
- 1807 : colonel Louis Vallin
- 1812 : colonel Joseph-Marie de Carignan
- 1815 : colonel Nicolas François Alphonse Fournier
- 1816 : colonel François Jacques Guy Faverot de Kerbrech
- 1821 : colonel d'Astorg
- 1823 : colonel du Pont de Compiègne
- 1830 : colonel de La Woestine
- 1831 : colonel Lanthonnet
- 1841 : colonel Groult de Beaufort
- 1848 : colonel Pinteville de Cernon
- 1848 : colonel Courby de Cognord
- 1852 : colonel Edgar Ney; Sous-lieutenant:Marie Louis Antonin Viel de Lunas d'Espeuilles
- 1856 : colonel Paul de Valabrègue
- 1865 : colonel Hellouin de Ménibus
- 1868 : colonel de Berthois
- 1869 : colonel Pierre Alexis Guillon
- 1870 : colonel de Lignières
- 1878 : colonel Gabriel Tréboute
- 1881 : colonel Joseph-Arthur Danloux
- 1885 : colonel Marin
- 1891 : colonel Aoust de Rouvèze
- 1898 : colonel Frater
- 23 février 1915-5 avril 1916 : colonel Alfred de Corn

## Historique des garnisons, combats et batailles du6ehussards

### Guerres de la Révolution et de l'Empire
- 1792 :
  - Bataille de Jemappes
- 1793
  - En garnison à Cambrai
- 1794 :
  - Armée du Nord

- 1813 : Campagne d'Allemagne

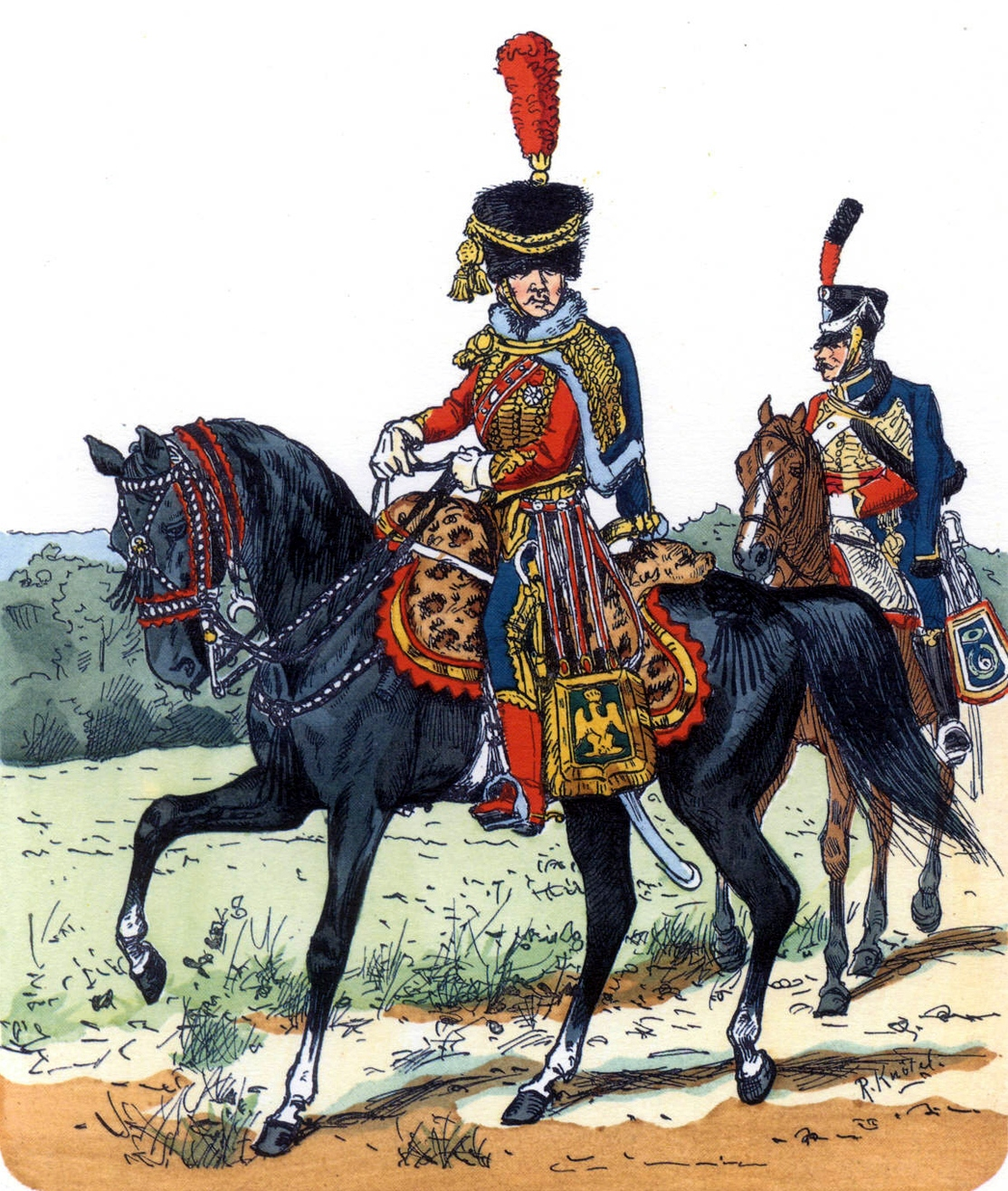
Officier et hussard du 6e régiment, 1804-1814.

  - 16-19 octobre : Bataille de Leipzig

- 1814 : Campagne de France
  - 14 février 1814 : Bataille de Vauchamps

- 1815
  - Bataille de Rocquencourt

### Guerre franco-allemande de 1870

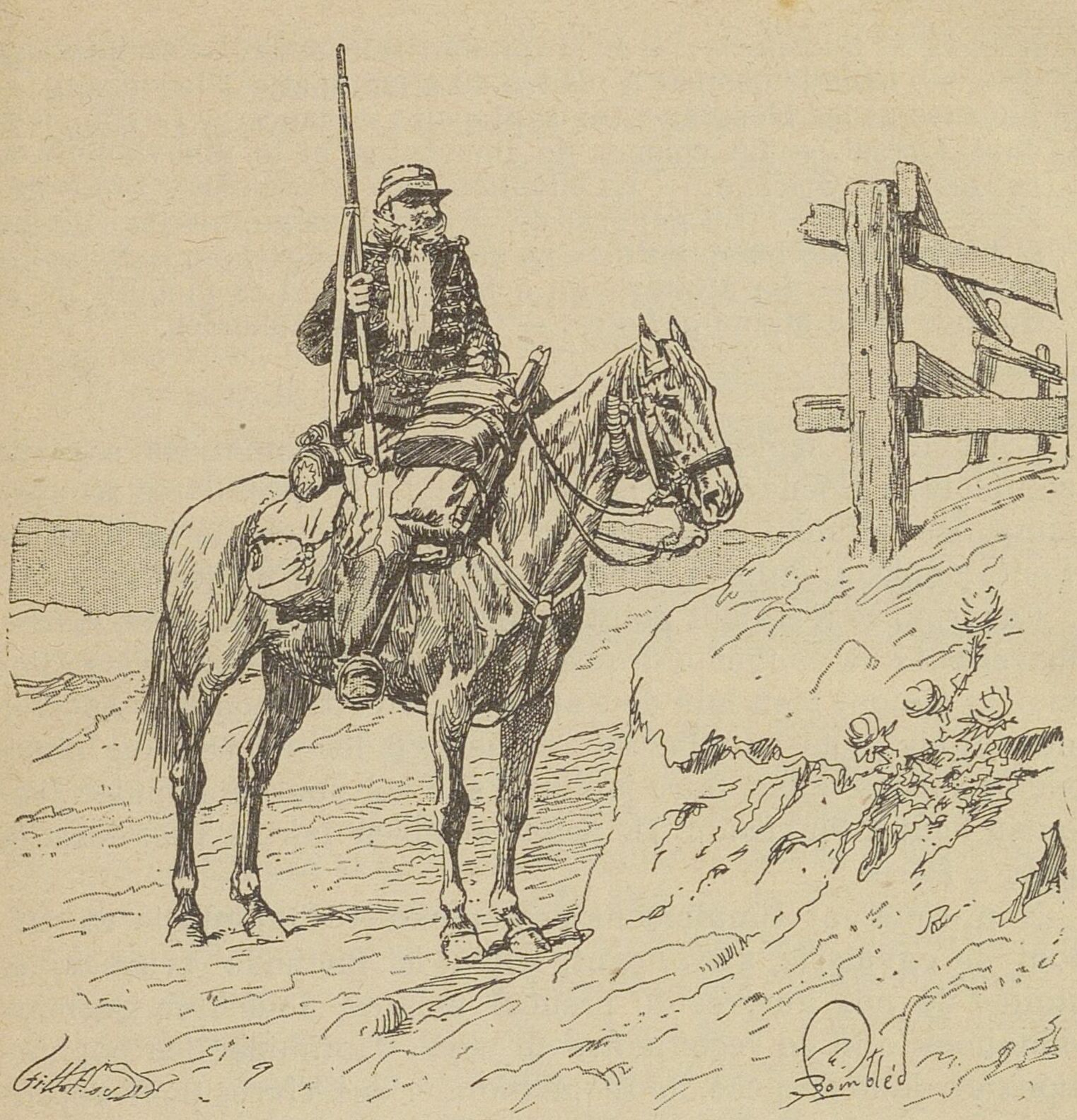
Dessin d'un vedette du 6e hussards en septembre 1870 (armée de la Loire).

### Première Guerre mondiale

#### 1914
Le 9 octobre 1914, les 7e et 8e escadrons forment le « régiment de hussards B »

### Après 1945

#### Guerre d'Algérie
Cette Unité est stationné sur le secteur de Yakouren (Grande Kabylie, département d'Alger) du 15/03/1957 au 19/02/1962 et est reconnue Unité combattante pendant toute cette période. 

## Étendard
Il porte, cousues en lettres d'or dans ses plis, les inscriptions suivantes, :
- Jemmapes 1792
- La Moskova 1812
- Dresde 1813
- Champaubert 1814
- L'Yser 1914
- Saint-Quentin 1918
- AFN 1952-1962

## Décorations
Sa cravate est décorée :
De la Croix de guerre 1914-1918, avec une étoile de vermeil , et de la Médaille d'or de la Ville de Milan .

## Insigne
Sabretache jaune orlée de bleu à une ancre brochant sur deux L entrelacées.

## Uniformes sous les guerres de la Révolution et de l’Empire

### 1792
1er escadron :
- shako : noir
- collet : bleu
- dolman : bleu
- parement : blanc
- tresse : jaune
- culotte : bleu

2e escadron :
- shako : noir
- collet : bleu
- dolman : rouge
- parement : blanc
- tresse : jaune
- culotte : bleu

## Personnalités ayant servi au6eRH
- Le général Étienne Tardif de Pommeroux de Bordesoulle (1771-1837), nommé provisoirement chef d'escadron au 6e RH, par le général en chef Moreau, le 25 floréal an VII (confirmé dans ce grade par le Directoire le 27 vendémiaire an VIII).
- Philippe de Ségur alors major
- Edmond de Beauvau, prince de Craon (1794-1861), qui fit la campagne de Saxe de 1813 comme sous-Lieutenant.
- Le général Ludovic Hurault de Vibraye (1845-1929), sous-lieutenant au 6e RH (1er octobre 1866).
- Le comte Henry de Gourgues (1835-1926) qui a laissé une correspondance écrite pendant la campagne de 1870-1871.

### Gabriel Étienne Boyer
Né à Paris en 1760, Gabriel Étienne Boyer est, en 1789, capitaine dans la Garde nationale de Paris. En 1791 il est élu lieutenant au 2e bataillon de volontaires de Paris, puis il devient lieutenant-colonel des Hussards défenseurs de la Liberté et de l'Égalité, le 2 septembre 1792 avant de passer colonel du 7e régiment de hussards devenu 6e régiment de hussards, le 23 novembre 1792.
 Destitué par un arrêté des Représentants du peuple en date du 11 nivôse an II (31 décembre 1794), il est réintégré comme chef de brigade, le 17 messidor an IV (5 juillet 1796) avant de démissionner le 21 vendémiaire suivant (12 octobre 1796).
 Nommé commandant supérieur à l'armée d'Anvers, en 1809 il est retraité en 1811 mais est nommé commandant d'armes de la barrière Saint-Denis, en 1814 et 1815. Il meurt à Paris, le 9 décembre 1833.

## Sources et bibliographies
- Les Hussards français, Tome 1, de l'Ancien régime à l'Empire, Histoire & Collections.
- Historique abrégé du 6e régiment de hussards pendant la guerre 1914-1918 : avec un portrait hors texte, Nancy, Berger-Levrault, 80 p., lire en ligne sur Gallica.